# Triton-Klasse
Die Triton-Klasse war die erste Baugruppe der britischen T-Klasse. In der Literatur wird mit dem Begriff Triton-Klasse teilweise die gesamte T-Klasse bezeichnet.
Die 15 U-Boote wurden zwischen 1936 und 1940 gebaut und von der Royal Navy im Zweiten Weltkrieg eingesetzt. Das letzte Boot der Klasse wurde 1947 verschrottet.

## Baugeschichte und konstruktive Merkmale
Zu Beginn der 1930er Jahre beschloss die Royal Navy den Bau einer neuen Hochsee-Unterseeboot-Klasse. Die geplante Schiffsklasse sollte die unzuverlässigen U-Boote der O-, P- und R-Klasse ersetzen.
Die Admiralität forderte eine Seeausdauer von mindestens 42 Tagen und eine starke Bewaffnung. Infolge der Londoner Flottenkonferenz von 1930 standen Großbritannien noch 16.500 tn.l. an Tonnage für Neubauten von U-Booten zur Verfügung. Um mit der erlaubten Tonnage möglichst viele Boote bauen zu können, wurden die Boote kleiner als ihre Vorgänger gestaltet.
Der Bau eines Prototyps wurde mit dem Marinebauprogramm von 1935 bei Vickers-Armstrong beauftragt. Die Triton wurde im folgenden Jahr aufgelegt, lief 1937 vom Stapel und wurde am 9. November 1938 in Dienst gestellt. Der Neubau war den Vorgängern in vielen Punkten überlegen. Die Überwassergeschwindigkeit war aufgrund der tonnagebedingt kleineren Dieselmaschinen geringer als die der älteren britischen U-Boote.
Bis November 1938 wurden 14 weitere U-Boote auf Kiel gelegt. Die Royal Navy stellte die letzte Einheit im Januar 1941 in Dienst.
In der Erprobungsphase sank die Thetis am 1. Juni 1939 bei einer Testfahrt im River Mersey. Der Unfall forderte 99 Menschenleben. Das Wrack wurde später gehoben, repariert und 1940 mit dem Namen Thunderbolt in Dienst gestellt. Der Name Thetis wurde für die T-Klasse nicht mehr vergeben.

### Prototyp und Serienbauten im Vergleich
Die Serienbauten waren etwas kleiner als der Prototyp. Mehrere U-Boote wie die Tigris und die Torbay wurden später mit dem für das dritte Baulos typischen zusätzlichen Hecktorpedorohr ausgestattet.
|                            | Triton     | Serienbauten |
| -------------------------- | ---------- | ------------ |
| Verdrängung (aufgetaucht): | 1330 tn.l. | 1325 tn.l.   |
| Verdrängung (getaucht):    | 1585 tn.l. | 1573 tn.l.   |
| Länge über alles:          | 84,20 m    | 83,97 m      |

### Bauwerften
Die U-Boote wurden auf vier verschiedenen Werften in England und Schottland gebaut.
| Bauwerft                                                             | Einheiten |
| -------------------------------------------------------------------- | --------- |
| Cammell, Laird & Company in Birkenhead (England)                     | 4         |
| Chatham Dockyard (Marinewerft Chatham) in Chatham (England)          | 2         |
| Scotts Shipbuilding and Engineering Company in Greenock (Schottland) | 3         |
| Vickers-Armstrong in Barrow-in-Furness (England)                     | 6         |
|                                                                      | 15        |

### Aktive Einheiten
Bei Kriegsbeginn standen der Royal Navy lediglich drei Einheiten der Triton-Klasse zur Verfügung. Es wurden aber kontinuierlich neue Einheiten zugeführt, so dass der Bestand bis zu den Kämpfen in Norwegen auf zehn U-Boote anstieg. 1940 gingen vier Boote verloren, die durch vier neue ersetzt werden konnten. 1941 gab es einen Verlust und den letzten Zulauf. In den beiden folgenden Jahren gingen jeweils zwei Einheiten verloren. Bei Kriegsende im August 1945 besaß die Royal Navy noch sechs U-Boote der Triton-Klasse. Alle verbliebenen Boote wurden bis 1947 verschrottet.
| 1. Januar 1939    | 1  |
| 1. Juli 1939      | 2  |
| 1. September 1939 | 3  |
| 1. Januar 1940    | 7  |
| 9. April 1940     | 10 |
| 1. Juli 1940      | 10 |
| 1. Januar 1941    | 10 |
| 22. Juni 1941     | 11 |
| 1. Juli 1941      | 11 |
| 7. Dezember 1941  | 10 |
| 1. Januar 1942    | 10 |
| 1. Juli 1942      | 9  |

| 8. November 1942 | 8 |
| 1. Januar 1943   | 8 |
| 1. Juli 1943     | 6 |
| 10. Juli 1943    | 6 |
| 1. Januar 1944   | 6 |
| 6. Juni 1944     | 6 |
| 1. Juli 1944     | 6 |
| 1. Januar 1945   | 6 |
| 8. Mai 1945      | 6 |
| 1. Juli 1945     | 6 |
| 15. August 1945  | 6 |
| 1. Januar 1946   | 3 |

## Einsatzgeschichte

### 1939
Da die Reichweite der britischen Aufklärungsflugzeuge des Typs Avro Anson nicht ausreichend war, wurden die wenigen vorhandenen U-Boote nach Kriegsbeginn vor der norwegischen Küste zur Aufklärung und zur Absicherung der britischen Seeblockade eingesetzt. Aufgrund von Planungsfehlern waren die Besatzungen nicht mit ausreichender winterfester Kleidung ausgestattet und litten in den Herbst- und Wintermonaten unter den unwirtlichen Bedingungen des Nordatlantiks.
Schon am 10. September kam es während eines Einsatzes 28 Seemeilen südsüdwestlich von Stavanger zu einem folgenschweren Irrtum. Das O-Klasse-Boot Oxley hatte infolge eines Navigationsfehlers sein Patrouillengebiet verlassen und näherte sich der Triton, die mehrfach versuchte, das unidentifizierte U-Boot zu kontaktieren, aber keine Antwort erhielt. Nachdem die Oxley auch nicht auf eine Leuchtgranate reagierte, griff die Triton mit zwei Torpedos an. Nur der Kommandant und ein weiterer Seemann überlebten den Angriff. Vier Tage später griff das britische U-Boot Sturgeon in einer vergleichbaren Situation sein Schwesterboot Swordfish an, verfehlte aber das Ziel. Infolge der Zwischenfälle vergrößerte die Admiralität die Abstände der Patrouillengebiete britischer U-Boote von 4 auf 16 Seemeilen.
In den folgenden Kriegsmonaten erhielt die britische Seeaufklärung moderne weitreichende US-amerikanische Lockheed-Hudson-Aufklärer, mit denen die norwegische Küste aus der Luft überwacht werden konnte. Dadurch konnten die britischen U-Boote von der norwegischen Küste abgezogen und näher an den gegnerischen Küsten im Skagerrak und der Deutschen Bucht eingesetzt werden. Der Zeitraum bis zum April 1940 wird aufgrund des defensiven Verhaltens der anglofranzösischen Alliierten an der Westfront auch als „Sitzkrieg“ bezeichnet. Um die deutsche Seekriegsleitung nicht zu provozieren, wurden aber auch die U-Boote zurückhaltend eingesetzt. Warnungslose Torpedoangriffe auf feindliche Transportschiffe waren ausdrücklich untersagt. Handelsschiffe sollten streng nach internationalem Prisenrecht kontrolliert werden. Die britische Führung befürchtete einen erneuten totalen U-Boot-Krieg, der schon im Ersten Weltkrieg das Vereinigte Königreich zeitweise in ernsthafte Schwierigkeiten gebracht hatte.

### 1940
Aufgrund der Einschränkungen und auch der geringen Zahl einsatzbereiter Triton-Boote kam es trotz häufiger Patrouillen erst am 25. März 1940 zum ersten Kampferfolg der U-Boot-Klasse, als die Truant vor Jütland den deutschen Frachtdampfer Edmund Hugo Stinnes 4 kontrollierte und anschließend mit Torpedos versenkte.
Am 9. April 1940 begann mit dem deutschen Unternehmen Weserübung eine neue Phase des Krieges. In der bis dahin größten triphischen Operation der Kriegsgeschichte besetzten deutsche Verbände Dänemark nahezu kampflos und eroberten die wichtigsten Häfen Norwegens trotz entschiedener Gegenwehr in wenigen Tagen. Die britische Seite war auf den Angriff vorbereitet und stationierte schon vor dem Überfall alle verfügbaren U-Boote entlang der erwarteten Anmarschrouten der Invasionsflotte. Am 8. April versenkte die Trident den Tanker Stedingen. Am selben Tag versuchte die Triton einen erfolglosen Torpedoangriff gegen die Kreuzer Emden, Lützow und Blücher. Am Abend des Invasionstages gelang der Truant ein erfolgreicher Torpedoangriff gegen den Leichten Kreuzer Karlsruhe. Das deutsche Kriegsschiff wurde schwer beschädigt und drei Stunden nach dem Angriff von dem deutschen Torpedoboot Greif versenkt. Am Folgetag konnten die Triton-Boote drei weitere Erfolge verzeichnen, mussten aber auch den ersten Verlust hinnehmen. Während die Triton zwei deutsche Transporter und ein Hilfs-Patrouillenboot versenkte, wurde die Thistle von einem deutschen U-Boot torpediert. Im April ging mit der Tarpon ein weiteres Triton-Boot verloren. Die Kämpfe in Norwegen, insbesondere die Schlacht um Narvik, zogen sich bis in den Juni hin. In den klaren Gewässern der Nordsee können bei ruhiger See getauchte U-Boote bei Tageslicht in bis zu 30 m Tiefe aus der Luft gesehen werden. Außerdem mussten dieselelektrische U-Boote dieser Zeit ihre Akkumulatoren aufgetaucht aufladen und taten dies üblicherweise im Schutze der Dunkelheit. Die immer kürzer werdenden Nächte erschwerten britische U-Boot-Einsätze vor Nordnorwegen und machten sie angesichts der zunehmenden lokalen deutschen Luftüberlegenheit bei Beginn des Polartages (Narvik liegt über 200 km nördlich des Polarkreises) im Sommer immer gefährlicher und im Hochsommer im Grunde undurchführbar. Hinzu kam, dass zu dieser Zeit die deutsche Abwehr 30–50 % des britischen Funkverkehrs entschlüsseln konnte.
Am 10. Mai begann mit dem „Fall Gelb“ der Krieg in Westeuropa. Nach dem Kriegseintritt Italiens am 10. Juni und der französischen Niederlage am 22. Juni führten immer mehr Patrouillen vor die französische Atlantikküste und in das Mittelmeer. Triton-Boote versenkten bis zum Ende des Jahres in der Biskaya mehrere Fischfangfahrzeuge und Transportschiffe, sowie ein U-Boot und einen Seeflugzeugtender.
Im Mittelmeer wurde das Angriffsgebiet gegen Handelsschiffe vorerst auf einen 30 Seemeilen breiten Streifen vor den Küsten Italiens und Libyens begrenzt, um den neutralen Schiffsverkehr zu schonen. Zwischen September und Jahresende wurden hier vier italienische Frachter und ein Tanker versenkt. Im Gegenzug gingen zwei weitere Triton-Boote verloren. Mit dem schlechten „Tauschverhältnis“ aus gegnerischen und eigenen Verlusten standen die Triton-Boote aber im Vergleich zu den anderen britischen U-Booten im Mittelmeer sogar noch relativ gut da. Insgesamt versenkten britische U-Boote im Jahre 1940 im Mittelmeer lediglich neun feindliche Schiffe und ein U-Boot. Einschließlich der beiden Triton-Boote gingen im selben Zeitraum neun britische U-Boote im Mittelmeer verloren.

### 1941
Im Januar wurde mit der Torbay das letzte U-Boot der Klasse in Dienst gestellt. Im November ging ein U-Boot im Mittelmeer verloren.
Der Einsatzschwerpunkt der Triton-Boote verlagerte sich immer mehr in das Mittelmeer. Die Basen lagen in Gibraltar im Westen, auf der belagerten Insel Malta im Zentrum und in Alexandria im Osten. Im Juni waren Truant, Triumph, Taku, Tetrarch und Torbay in Alexandria stationiert.
Im Laufe des Jahres 1941 versenkten die Triton-Boote im Mittelmeer 22 Frachtschiffe, vier Tanker, sechs Hilfskriegsschiffe, 30 Segelschiffe und zwei U-Boote.
Die erfolgreichste Einheit war die frisch in Dienst gestellte Torbay. Das U-Boot versenkte vor den griechischen Inseln drei Tanker, 11 Segelschiffe und ein U-Boot. Der Kommandant Lt. Cd. Anthony Miers beging mit der Ermordung von Kriegsgefangenen und Schiffbrüchigen aber auch mehrere Kriegsverbrechen.
Ein kleinerer Teil der Triton-Boote wurde weiter in der Biskaya und vor der norwegischen Küste eingesetzt. Die Basen lagen in England, Schottland und nach dem deutschen Angriff auf die Sowjetunion am 22. Juni 1941 auch im nordwestrussischen Poljarny. Vor der norwegischen Küste und in der Biskaya wurden sieben Frachter, ein Tanker, ein Hilfskriegsschiff und ein U-Boot versenkt.

### 1942
Mit dem japanischen Angriff auf Pearl Harbor am 7. Dezember 1941 und der am Folgetag eingeleiteten japanischen Invasion der Malaiischen Halbinsel begann der Pazifikkrieg.
Die Royal Navy konnte aufgrund der ernsten Lage im Mittelmeer und der ununterbrochenen deutschen U-Boot-Angriffe im Atlantik anfangs nur begrenzte Kräfte für den neuen Kriegsschauplatz freistellen, zu denen aber auch U-Boote gehörten. Schon im Februar griff die Truant vor Bali in Niederländisch-Ostindien den japanischen leichten Kreuzer Nagara an, verfehlte aber das Ziel. Im April versenkte das U-Boot in der Malakkastraße zwei und im Juli ein weiteres japanisches Frachtschiff.
In der Nordsee wurde im gesamten Jahr lediglich ein Frachter versenkt. Zu einem wichtigen Erfolg kam es im Februar, als die Trident westlich von Kristiansund die beiden deutschen schweren Kreuzer Prinz Eugen und Admiral Scheer mit zehn Torpedos angriff. Die Prinz Eugen wurde getroffen und sehr schwer beschädigt.
Im Mittelmeer kämpften die Triton-Boote weiter gegen die Nachschublinien der Achse für den Krieg in Nordafrika. Die U-Boote versenkten vier Frachter, vier Segelschiffe, zwei Tanker, drei Hilfskriegsschiffe und ein U-Boot. Die immer besser organisierte U-Boot-Abwehr der Achse versenkte im Laufe des Jahres zwei U-Boote der Triton-Klasse.

### 1943
Bis zur Kapitulation der Achsentruppen in Nordafrika im Mai bekämpften die Triton-Boote weiterhin deren Nachschubrouten aus Europa. Nach dem Kriegsende in Nordafrika und der im Juli folgenden alliierten Landung auf Sizilien verlagerten sich die Einsatzgebiete der britischen U-Boote im Mittelmeer vor die im November 1942 von Deutschland besetzte südfranzösische Küste im Westen und die ebenfalls deutsch besetzten griechischen Inseln im Osten. Die Triton-Boote versenkten 13 Frachter, 11 Segelschiffe, vier Hilfskriegsschiffe und zwei Trawler. Es gingen aber auch zwei weitere Boote der Klasse verloren.
Im Januar war die Thunderbolt gemeinsam mit dem Tempest-Klasse-Boot Trooper und dem Taciturn-Klasse-Boot P311 an dem als Operation Principle bezeichneten spektakulären Angriff auf den kurz zuvor in Dienst gestellten leichten Kreuzer Ulpio Traiano beteiligt. Die T-Klasse-Boote transportierten bemannte Chariot-Torpedos vor den Hafen von Palermo, die das italienische Kriegsschiff mit Haftminen versenkten.

### 1944–1947
Den alliierten Siegen von 1943 folgten 1944 die alliierten Landungen in der Bretagne und an der Côte d’Azur, womit der Krieg im Mittelmeer entschieden war. Die wenigen verbliebenen Trident-Boote erlitten keine weiteren Verluste mehr. Sie versenkten 1944 noch ein paar gegnerische Schiffe im Mittelmeer und vor Norwegen.
Im letzten Kriegsjahr wurden in Asien noch mehrere kleinere japanische Einheiten versenkt.
Bei Kriegsende im August 1945 befanden sich noch sechs Einheiten der Triton-Klasse im aktiven Dienst der Royal Navy. Alle sechs U-Boote wurden bis 1947 außer Dienst gestellt und verschrottet.

## Kampferfolge (Auswahl)
Die 15 Boote der Triton-Klasse erreichten ihre meisten Kampferfolge im Mittelmeer. Bemerkenswert ist, dass die britischen U-Boote sich selbst als U-Jäger hervortaten und insgesamt fünf italienische U-Boote versenkten.
| Datum              | |
| ------------------ | --- |
| 24. März 1940      | Trident torpedierte und versenkte vor Jütland (Dänemark) bei 56° 42′ N, 8° 4′ O das deutsche Frachtschiff Edmund Hugo Stinnes 4 (2189 BRT). |
| 8. April 1940      | Trident torpedierte und versenkte südlich des Oslofjordes (Norwegen) bei 58° 57′ N, 10° 25′ O den deutschen Tanker Stedingen (8036 BRT, ex Posidonia). |
| 9. April 1940      | Truant torpedierte und beschädigte vor Kristiansand (Norwegen) bei 57° 55′ N, 8° 14′ O den deutschen leichten Kreuzer Karlsruhe (6750 ts). Der schwer beschädigte Kreuzer wird drei Stunden später aufgegeben und von dem deutschen Torpedoboot Greif versenkt. |
| 10. April 1940     | Triton torpedierte und versenkte im Kattegat bei 57° 27′ N, 10° 46′ O die deutschen Transportschiffe Friedenau (5219 BRT) und Wigbert (3648 BRT) und bei 57° 50′ N, 11° 22′ O das deutsche Hilfs-Patrouillenboot V1507 / Rau 6 (356 BRT). |
| 11. April 1940     | Triad torpedierte und versenkte im Skagerrak südlich des Oslofjordes bei 58° 30′ N, 10° 35′ O den deutschen Truppentransporter Ionia (3102 BRT). |
| 23. April 1940     | Tetrarch torpedierte und versenkte im Skagerrak bei 58° 21′ N, 10° 24′ O den deutschen U-Jäger UJ B / Treff V (330 BRT). |
| 16. Juni 1940      | Tetrarch torpedierte und versenkte südwestlich von Lista (Norwegen) bei 58° 12′ N, 6° 13′ O den deutschen Tanker Samland (5978 BRT). |
| 3. September 1940  | Truant fing den deutschen Frachter Tropic Sea (5781 BRT) ab. Das ehemalige norwegische Schiff war am 18. Juni 1940 von dem deutschen Handelsstörkreuzer Orion im Südpazifik aufgebracht worden und wurde von der deutschen Prisenbesatzung angesichts des britischen U-Bootes 235 Seemeilen nordwestlich von Kap Finisterre bei 46° 30′ N, 11° 30′ W selbstversenkt. |
| 22. September 1940 | Truant torpedierte und versenkte vier Seemeilen südöstlich der italienischen Insel Ischia das italienische Frachtschiff Providenza (8459 BRT). Tuna torpedierte und versenkte vor der Gironde (Frankreich) 15 Seemeilen südwestlich von Soulac-sur-Mer bei 45° 19′ N, 1° 20′ W den deutschen Transporter Tirranna (7230 BRT). Das ehemalige norwegische Schiff war am 10. Juni 1940 von dem deutschen Handelsstörkreuzer Atlantis 675 Seemeilen ost-süd-östlich von Mauritius aufgebracht worden |
| 24. September 1940 | Tuna torpedierte und versenkte 35 Seemeilen südwestlich von Saint-Nazaire (Frankreich) bei 47° 1′ N, 3° 2′ W den deutschen Seeflugzeugtender Ostmark (1281 BRT). |
| 15. Dezember 1940  | Thunderbolt torpedierte und versenkte südwestlich der Gironde nahe Bordeaux (Frankreich) bei 45° 25′ N, 1° 22′ W das italienische U-Boot Capitano Tarantini. |
| 16. Dezember 1940  | Truant torpedierte und versenkte östlich von Punta Stilo bei 38° 28′ N, 16° 44′ O den italienischen Tanker Bonzo (8177 BRT). |
| 2. April 1941      | Tigris torpedierte und versenkte 25 Seemeilen westlich der Mündung der Loire (Frankreich) den deutschen Tanker Thorn (5486 BRT). |
| 30. Mai 1941       | Triumph beschädigte vor Bengasi (Libyen) den italienischen Hilfskreuzer Ramb III (3667 BRT) mit Torpedos. |
| 10. Juni 1941      | Torbay torpedierte und versenkte in den Dardanellen den italienischen Tanker Giuseppina Ghirardi (3319 BRT). |
| 27. Juni 1941      | Triumph torpedierte und versenkte nahe Marsa Matruh (Ägypten) bei 32° 5′ N, 28° 47′ O das italienische U-Boot Salpa (611 ts). |
| 5. Juli 1941       | Tigris torpedierte und versenkte in der Biskaya westlich von Bordeaux bei ca. 45° 0′ N, 4° 0′ W das italienische U-Boot Michele Bianchi. Torbay torpedierte und versenkte südlich der griechischen Insel Mykonos bei 37° 21′ N, 25° 20′ O das italienische U-Boot Jantina (599 ts). |
| 22. August 1941    | Trident torpedierte und versenkte im Kvaenangenfjord bei 70° 12′ N, 21° 5′ O das deutsche Transportschiff Ostpreußen (3030 BRT). |
| 30. August 1941    | Trident torpedierte und versenkte nahe Lopphavet bei 70° 35′ N, 21° 45′ O die deutschen Transporter Donau II (2931 BRT) und Bahia Laura (8561 BRT). |
| 4. Oktober 1941    | Talisman torpedierte und versenkte nordöstlich von Kea bei 37° 45′ N, 24° 35′ O das französische Passagierschiff Theophile Gautier (8194 BRT). |
| 23. Oktober 1941   | Truant torpedierte und versenkte in der Straße von Otranto bei 39° 52′ N, 19° 0′ O das deutsche Frachtschiff Virginia S. (3885 BRT). |
| 25. Oktober 1941   | Triumph torpedierte und versenkte im Saronischen Golf drei Seemeilen nordwestlich der griechischen Insel Patroklou bei 37° 41′ N, 23° 53′ O den italienischen Frachter Monros (6703 BRT). |
| 11. Dezember 1941  | Talisman torpedierte und versenkte 60 Seemeilen west-süd-westlich der ionischen Insel Schiza bei 36° 23′ N, 20° 33′ O das italienische Frachtschiff Calitea (4013 BRT). Truant griff nördlich von Kreta bei 35° 29′ N, 24° 11′ O das italienische Torpedoboot Alcione mit Torpedos an. Die Alcione wurde schwer beschädigt, auf Grund gesetzt und später zum Totalverlust erklärt. |
| 23. Februar 1942   | Trident torpedierte westlich von Kristiansund den deutschen schweren Kreuzer Prinz Eugen und beschädigte ihn schwer. |
| 5. März 1942       | Torbay torpedierte und versenkte vor der griechischen Insel Korfu das italienische Transportschiff Maddalena G. (5212 BRT). |
| 1. April 1942      | Truant torpedierte und versenkte in der Malakkastraße bei 5° 42′ N, 98° 57′ O die japanischen Frachtschiffe Yae Maru (6780 BRT) und Shunsei Maru (4939 BRT). |
| 20. April 1942     | Trident torpedierte und versenkte im Svefjord bei 64° 38′ N, 10° 49′ O den deutschen Transporter Hödur (5368 BRT). |
| 3. Juli 1942       | Truant torpedierte und versenkte in der Malakkastraße bei 5° 42′ N, 98° 57′ O den japanischen Militärtransporter Tamon Maru No. 1 (3019 BRT). |
| 6. Dezember 1942   | Tigris torpedierte und versenkte vor Algerien bei 38° 10′ N, 8° 35′ O das italienische U-Boot Porfido. |
| 7. Dezember 1942   | Tuna landete eine britische Spezialeinheit im Mündungsgebiet der Gironde. Während der als Operation Frankton bezeichneten Aktion wurden sechs deutsche Schiffe im Hafen von Bordeaux vermint. Lediglich zwei der zwölf angelandeten Soldaten überlebten den Spezialeinsatz. |
| 14. Dezember 1942  | Taku versenkte fünf Seemeilen nördlich der griechischen Insel Macrosini bei 37° 52′ N, 24° 6′ O den italienischen Tanker Delfin (5322 BRT) mit Torpedos. |
| 3. Januar 1943     | Thunderbolt und Trooper transportierten mehrere bemannte Chariot-Torpedos vor den Hafen von Palermo, die dort den italienischen leichten Kreuzer Ulpio Traiano versenkten. |
| 21. Januar 1943    | Tigris torpedierte und versenkte in der Straße von Otranto 25 Seemeilen westlich von Sazan bei 40° 32′ N, 18° 45′ O den italienischen Frachter Citta di Genova (5413 BRT). |
| 26. Februar 1943   | Torbay torpedierte und versenkte vor San Remo (Italien) den spanischen Frachter Juan de Astigarraga (3561 BRT). Am selben Tag wurde 30 Seemeilen südlich von Kap Mele bei 43° 27′ N, 8° 8′ O der französische Frachter Oasis (1327 BRT) versenkt. |
| 28. Februar 1943   | Torbay versenkte vor Portofino (Italien) das italienische Transportschiff Ischia (5101 BRT) mit Torpedos. |
| 12. März 1943      | Thunderbolt torpedierte und versenkte vor Kap San Vito (Sizilien) den französischen Frachter (in deutschem Dienst) Esterel (3100 BRT). |
| 22. März 1943      | Tribune torpedierte und beschädigte 10 Seemeilen nordwestlich von Kap Suvero (Italien) bei 39° 14′ N, 15° 59′ O den deutschen Tanker Präsident Herrenschmidt (9103 BRT). |
| 28. März 1943      | Torbay torpedierte und versenkte vor Kap Scalea (Italien) bei 39° 5′ N, 15° 46′ O den französischen Frachter Lillios (3680 BRT). |
| 7. Februar 1944    | Taku versenkte 20 Seemeilen nördlich von Stavanger (Norwegen) den deutschen Frachter Rheinhausen (6298 BRT) mit Torpedos. |

## Verluste im Zweiten Weltkrieg
Im Zweiten Weltkrieg gingen insgesamt neun U-Boote der Triton-Klasse durch Feindeinwirkung verloren. Zwei Einheiten sanken in der Nordsee und sieben im Mittelmeer.
| Boot        | Datum              | Bemerkung |
| ----------- | ------------------ | --- |
| Thistle     | 10. April 1940     | Die Thistle wurde 20 Seemeilen westlich von Stavanger bei 59° 0′ N, 5° 0′ O von dem deutschen U-Boot U 4 versenkt. Es gab keine Überlebenden. |
| Tarpon      | 14. April 1940     | Die Tarpon wird seit dem 22. April 1940 vor der norwegischen Küste vermisst. Möglicherweise wurde sie am 14. April 1940 von dem deutschen Minensucher M 6 mit Wasserbomben versenkt. Eine weitere Erklärung ist, dass sie am 10. April 1940 westlich von Jütland bei 56° 43′ N, 6° 33′ O von der deutschen U-Boot-Falle Schiff 40 / Schürbek versenkt wurde. Die gesamte Besatzung fand den Tod.                                                                    |
| Triad       | 15. Oktober 1940   | Die Triad wurde südlich des Golfs von Tarent bei 38° 16′ N, 17° 37′ O von dem italienischen U-Boot Enrico Toti torpediert und versenkt. Es gab keine Überlebenden. |
| Triton      | 18. Dezember 1940  | Die Triton wird in der südlichen Adria vermisst. Wahrscheinlich wurde die Triton am 18. Dezember von dem italienischen Torpedoboot Clio versenkt. Eine weitere mögliche Erklärung ist, dass die Triton in der Straße von Otranto auf eine italienische Seemine gelaufen ist. Es gab keine Überlebenden. |
| Tetrarch    | 2. November 1941   | Die Tetrarch verließ ihre Basis auf Malta am 26. Oktober, um zur Überholung in die Heimat zu fahren. Sie erreichte aber nicht mehr Gibraltar, wo sie am 2. November erwartet wurde. Wahrscheinlich lief sie Ende Oktober in der Straße von Sizilien auf eine Seemine. Die gesamte Besatzung fand den Tod. |
| Triumph     | 14. Januar 1942    | Die Triumph verließ ihre Basis in Alexandria am 26. Dezember 1941, um bei Athen ein Kommando anzulanden, was am 30. Dezember geschah und per Funk gemeldet wurde. Seitdem gab es keine Nachricht mehr von dem Boot. Vermutlich lief die Triumph bei Milos auf eine Seemine. Die Royal Navy erklärte das U-Boot am 14. Januar 1942 als vermisst. Die gesamte Besatzung fand den Tod.                                                                                 |
| Talisman    | 17. September 1942 | Die Talisman verließ Gibraltar am 10. September. Am 15. September meldete sie die Sichtung eines U-Bootes vor der algerischen Küste. Seitdem gab es keinen Kontakt mehr zur Talisman. Wahrscheinlich lief sie am 17. September in der Straße von Sizilien auf eine Seemine. Das U-Boot wurde am 18. September 1942 als vermisst erklärt. Es gab keine Überlebenden.                                                                                                 |
| Tigris      | 10. März 1943      | Die Tigris verließ ihre Basis auf Malta am 18. Februar, um südwestlich von Neapel zu patrouillieren. Sie wurde am 10. März in Algier erwartet, wo sie nie eintraf. Seitdem wird das U-Boot als vermisst gezählt. Wahrscheinlich wurde sie am 27. Februar sechs Seemeilen südlich von Capri von dem deutschen U-Jäger UJ-2210 versenkt. Andere Theorien besagen, dass die Tigris im Golf von Tunis durch einen Minentreffer gesunken ist. Es gab keine Überlebenden. |
| Thunderbolt | 14. März 1943      | Die Thunderbolt wurde vor San Vito Lo Capo (Sizilien) von der italienischen Korvette Cigogna versenkt. Es gab keine Überlebenden. |

## Boote des Typs
Zwischen 1936 und 1942 wurden auf vier Werften 15 U-Boote der Triton-Klasse gebaut. Davon wurden zwischen 1940 und 1943 neun Einheiten durch Feindeinwirkung versenkt. Im Mittelmeer gingen sieben und in der Nordsee zwei Einheiten verloren. Die verbliebenen U-Boote wurde nach Kriegsende außer Dienst gestellt und bis 1947 abgewrackt.
| Triton | Triton                                                 | Triton      | Triton             |
| --- | ------------------------------------------------------ | ----------- | ------------------ |
| Bauwerft | Vickers-Armstrong (Barrow in Furness)                  | Nr.         | N15                |
| Kiellegung: | 28. August 1936                                        | Stapellauf: | 5. Oktober 1937    |
| Indienststellung: | 9. November 1938                                       | Dienstende: | 18. Dezember 1940  |
| Die Triton (siehe: Triton) wurde bei Kriegsbeginn vor der norwegischen Küste eingesetzt, wo sie am 10. September 1939 irrtümlich das U-Boot Oxley versenkte. Die Triton wurde später in das Mittelmeer entsandt. Sie wird seit Dezember 1940 in der südlichen Adria vermisst. |                                                        |             |                    |
| Thunderbolt ex Thetis |                                                        |             |                    |
| Bauwerft: | Cammell, Laird & Company (Birkenhead)                  | Nr.:        | N25                |
| Kiellegung: | 21. Dezember 1936                                      | Stapellauf: | 29. Juni 1938      |
| Indienststellung: | 26. Oktober 1940                                       | Dienstende: | 14. März 1943      |
| Die Thunderbolt (engl.: Blitzschlag) lief ursprünglich mit dem Namen Thetis (siehe: Thetis) vom Stapel. Das U-Boot sank am 1. Juni 1939 in der Mündung des Mersey bei einer Erprobungsfahrt, wobei 99 Personen den Tod fanden. Lediglich vier Mann überlebten den Unfall. Das Boot wurde später gehoben und unter dem Namen Thunderbolt in Dienst gestellt. Die Thunderbolt wurde am 14. März 1943 bei Sizilien von der italienischen Korvette Cigogna versenkt. |                                                        |             |                    |
| Trident |                                                        |             |                    |
| Bauwerft: | Cammell, Laird & Company (Birkenhead)                  | Nr.:        | N52                |
| Kiellegung: | 12. Januar 1937                                        | Stapellauf: | 7. Dezember 1938   |
| Indienststellung: | 1. Oktober 1939                                        | Dienstende: |                    |
| Die Trident (engl: Dreizack) wurde sehr erfolgreich vor Norwegen, Nordrussland, in der Biskaya, im Mittelmeer und in Ostasien eingesetzt. Ihr bemerkenswertester Kampferfolg war sicher der Torpedoangriff auf den deutschen schweren Kreuzer Prinz Eugen am 23. Februar 1942, bei dem der Kreuzer schwer beschädigt wurde. Die Trident wurde am 17. Februar 1946 zur Verschrottung verkauft und in Newport abgewrackt.                                          |                                                        |             |                    |
| Tribune |                                                        |             |                    |
| Bauwerft: | Scotts Shipbuilding and Engineering Company (Greenock) | Nr.:        | N76                |
| Kiellegung: | 3. März 1937                                           | Stapellauf: | 8. Dezember 1938   |
| Indienststellung: | 17. Oktober 1939                                       | Dienstende: |                    |
| Die Tribune (siehe Tribun) wurde in der Nordsee und im Mittelmeer eingesetzt. Sie wurde im Juli 1947 zur Verschrottung verkauft und in Milford Haven (Wales) abgebrochen. |                                                        |             |                    |
| Triumph |                                                        |             |                    |
| Bauwerft: | Vickers-Armstrong (Barrow in Furness)                  | Nr.:        | N18                |
| Kiellegung: | 19. März 1937                                          | Stapellauf: | 16. Februar 1938   |
| Indienststellung: | 2. Mai 1939                                            | Dienstende: | 14. Januar 1942    |
| Die Triumph wurde in der Nordsee und im Mittelmeer eingesetzt. Sie wird seit Januar 1942 in der südlichen Ägäis vermisst. |                                                        |             |                    |
| Tarpon |                                                        |             |                    |
| Bauwerft: | Scotts Shipbuilding and Engineering Company (Greenock) | Nr.:        | N17                |
| Kiellegung: | 5. Oktober 1937                                        | Stapellauf: | 17. Oktober 1939   |
| Indienststellung: | 8. März 1940                                           | Dienstende: | 14. April 1940     |
| Die Tarpon (siehe Tarpune) wurde in der Nordsee eingesetzt. Sie wird seit dem 22. April 1940 in der Nordsee vermisst. |                                                        |             |                    |
| Taku |                                                        |             |                    |
| Bauwerft: | Cammell, Laird & Company (Birkenhead)                  | Nr.:        | N38                |
| Kiellegung: | 18. November 1937                                      | Stapellauf: | 20. Mai 1939       |
| Indienststellung: | 3. Januar 1940                                         | Dienstende: |                    |
| Die Taku wurde in der Nordsee, Biskaya und im Mittelmeer eingesetzt. Sie wurde im April 1944 durch eine Seemine beschädigt. Das U-Boot wurde im November 1946 als Schrott verkauft und anschließend in Llanelly (Wales) abgewrackt. |                                                        |             |                    |
| Thistle |                                                        |             |                    |
| Bauwerft: | Vickers-Armstrong (Barrow in Furness)                  | Nr.:        | N24                |
| Kiellegung: | 7. Dezember 1937                                       | Stapellauf: | 20. Mai 1939       |
| Indienststellung: | 4. Juli 1939                                           | Dienstende: | 10. April 1940     |
| Die Thistle (engl.: Distel) wurde in der Nordsee eingesetzt. Sie wurde am 10. April 1940 von dem deutschen U-Boot U 4 vor Norwegen versenkt. |                                                        |             |                    |
| Truant |                                                        |             |                    |
| Bauwerft: | Vickers-Armstrong (Barrow in Furness)                  | Nr.:        | N68                |
| Kiellegung: | 24. März 1938                                          | Stapellauf: | 5. Mai 1939        |
| Indienststellung: | 31. Oktober 1939                                       | Dienstende: |                    |
| Die Truant (engl.: Schulschwänzer) wurde nach Kriegsbeginn in der Nordsee eingesetzt. Am 9. April 1940 versenkte sie im Skagerrak den deutschen Leichten Kreuzer Karlsruhe. Später wurde das U-Boot im Mittelmeer und in Ostasien eingesetzt. Sie wurde am 19. Dezember 1945 zur Verschrottung verkauft. Das U-Boot sank im Dezember 1946 während des Transports zur Abwrackung.                                                                                 |                                                        |             |                    |
| Triad |                                                        |             |                    |
| Bauwerft: | Vickers-Armstrong (Barrow in Furness)                  | Nr.:        | N53                |
| Kiellegung: | 24. März 1938                                          | Stapellauf: | 5. Mai 1939        |
| Indienststellung: | 16. September 1939                                     | Dienstende: | 15. Oktober 1940   |
| Die Triad (siehe Triade) wurde in der Nordsee und im Mittelmeer eingesetzt. Sie wurde am 15. Oktober 1940 vor der libyschen Küste von dem italienischen U-Boot Enrico Toti versenkt. |                                                        |             |                    |
| Tigris |                                                        |             |                    |
| Bauwerft: | Chatham Dockyard (Chatham)                             | Nr.:        | N63                |
| Kiellegung: | 11. Mai 1938                                           | Stapellauf: | 31. Oktober 1939   |
| Indienststellung: | 20. Juni 1940                                          | Dienstende: | 10. März 1943      |
| Die Tigris (siehe Tigris) wurde in der Nordsee, Biskaya und im Mittelmeer eingesetzt. Das U-Boot wird seit dem 10. März 1943 im zentralen Mittelmeer vermisst. |                                                        |             |                    |
| Tuna |                                                        |             |                    |
| Bauwerft: | Scotts Shipbuilding and Engineering Company (Greenock) | Nr.:        | N94                |
| Kiellegung: | 13. Juni 1938                                          | Stapellauf: | 10. Mai 1940       |
| Indienststellung: | 1. August 1940                                         | Dienstende: |                    |
| Die Tuna (engl.: Thunfische) wurde in der Nordsee und im Mittelmeer eingesetzt. Das U-Boot wurde am 19. Dezember 1945 als Schrott verkauft und im Juni 1946 in Briton Ferry (Wales) abgebrochen. |                                                        |             |                    |
| Tetrarch |                                                        |             |                    |
| Bauwerft: | Vickers-Armstrong (Barrow in Furness)                  | Nr.:        | N77                |
| Kiellegung: | 24. August 1938                                        | Stapellauf: | 14. November 1939  |
| Indienststellung: | 15. Februar 1940                                       | Dienstende: | 2. November 1941   |
| Die Tetrarch (siehe Tetrarchie) wurde in der Nordsee und im Mittelmeer eingesetzt. Sie wird seit November 1941 im Mittelmeer vermisst. |                                                        |             |                    |
| Talisman |                                                        |             |                    |
| Bauwerft: | Cammell, Laird & Company (Birkenhead)                  | Nr.:        | N78                |
| Kiellegung: | 27. September 1938                                     | Stapellauf: | 29. Januar 1940    |
| Indienststellung: | 29. Juni 1940                                          | Dienstende: | 17. September 1942 |
| Die Talisman (siehe Talisman) wurde in der Biskaya und im Mittelmeer eingesetzt. Sie wird seit September 1942 im Mittelmeer vermisst. |                                                        |             |                    |
| Torbay |                                                        |             |                    |
| Bauwerft: | Chatham Dockyard (Chatham)                             | Nr.:        | N79                |
| Kiellegung: | 21. November 1938                                      | Stapellauf: | 9. April 1940      |
| Indienststellung: | 14. Januar 1941                                        | Dienstende: |                    |
| Die Torbay (siehe Torbay) wurde im Mittelmeer und in Ostasien eingesetzt. Das U-Boot wurde am 19. Dezember 1945 zur Verschrottung verkauft und im März 1947 in Briton Ferry (Wales) abgewrackt. |                                                        |             |                    |